# Jim Fitzpatrick

Versió de Fitzpatrick del Che Guevara.

Jim Fitzpatrick (Dublín, Irlanda, 1946) és un artista irlandès famós pels seus treballs d'art folk de la seva terra natal. Potser la seva obra més famosa sigui el retrat del Che Guevara creat el 1968 per Fitzpatrick, i basat en la fotografia titulada Guerrillero heroico que va fer Alberto Korda el març de 1960.
El 1978, va escriure i va il·lustrar, d'una manera molt pròdiga, l'obra titulada The Book of Conquest (El llibre de les Conquestes), que tornava a narrar un cicle de mites irlandesos, el Leabhar Ghabhála Érenn. S'explicava la llegenda basada per una sèrie d'excepcionalment detallades il·lustracions que ajustades amb el text dels fets ajudaven enormement la comprensió del mite.
Aquest llibre està ple de complexos símbols celtes amb formes d'espiral. A aquesta obra va seguir The Silver Arm, en què es narraven alguns capítols de la mitologia irlandesa. Va començar a treballar en un tercer volum titulat The Son of the Sun el 2004, però el cert és que mai no va arribar a ésser publicat.
També ha estat productor d'altres artistes i músics com a Thin Lizzy (Un grup d'Hard rock de Dublín, del qual el seu líder és Phil Lynott, un bon amic de Fitzpatrick) o Sinéad O'Connor en el seu disc "Faith and Courage" el 2000. També ha produït a The Darkness, el 2003, el seu single "Christmas Time (Don't Let The Bells End)", en el qual Jim va participar amb el seu fill Conánn.

## Obres seves
- The Book of Conquests 1978 p/b ISBN 0-525-47511-7, 1991 p/b ISBN 0-905895-14-2
- The Silver Arm (1981) ISBN 1-85028-081-9
- The Children of Lir (with Michael Scott) (1992) ISBN 0-7497-0888-3